# Apometriocnemus beringensis
Apometriocnemus beringensis är en tvåvingeart som beskrevs av Peter Scott Cranston och Oliver 1988. Apometriocnemus beringensis ingår i släktet Apometriocnemus och familjen fjädermyggor. Inga underarter finns listade i Catalogue of Life.